# エブリン・メイス
エブリン・メイス（Evelyn Mase、1922年5月18日 - 2004年4月30日）は、南アフリカ共和国の女性で、反アパルトヘイト活動家で後に南アフリカ共和国の大統領となるネルソン・マンデラの（最初の）妻であった人物。

## 人物
東ケープ州クリスハニ郡エングコボ生まれ。鉱山労働者であった父は彼女の幼いときに亡くなっており、母も彼女が12歳の時に亡くなっている。彼女の母と政治家のウォルター・シスルの母は姉妹であり、彼女とシスルはいとこの関係に当たる。
マンデラとは1944年に結婚し、4人の子を儲けた。1958年にマンデラと離婚。マンデラと離婚後、子とともにコフィンババへ引っ越し、食料品店を経営していた。
マンデラと離婚してから40年後の1998年、彼女はソウェトのサイモン・レイクエピレ（Simon Rakeepile）という男性と結婚した。彼女は2004年4月30日に亡くなった。